# قارچ گانودرما
قارچ گانودرما یا قارچ ری‌شی (نام علمی: Ganoderma lucidum) قارچی یک‌ساله از تیره تابان‌پوستان (Ganodermataceae) است که طب سنتی چینی مصرف دارویی دارد.
نام محلی این قارچ در چین، لینگ زی؛ در ژاپن، ری‌شی (همچنین با نگارش ریشی) و در کره، یونگ زهی می‌باشد. چینی‌ها معتقدند که این قارچ نماد زندگی شاد، شانس، سلامتی و طول عمر و حتی جاودانگی است. این قارچ در طب سنتی، جهت درمان بی خوابی، تنگی نفس، تقویت حافظه، بیماری‌های کلیه و کبد، ورم مفاصل، آسم مورد استفاده قرار می‌گیرد. طی چند دهه اخیر تحقیقاتی بر روی اثرات درمانی و شناسایی ترکیبات شیمیایی این قارچ دارویی صورت گرفته‌است، در مقاله ای که توسط مؤسسه کاکرین منتشرشده و حاصل تحقیق متخصصانی از دانشگاه لیورپول بر روی خواص درمانی این قارچ بوده، تأثیرات مثبتی در اثر استفاده از این قارچ به صورت جانبی برای کمک به روش‌های معمول درمان سرطان دیده شده‌است. این قارچ بو و طعم دل‌پذیری ندارد و خام آن قابل خورده شدن نیست. در کشورهای مختلف به غیر از چین ژاپن و کره این قارچ به صورت ترکیب با خوردنی‌ها یا دمی‌های مختلف به خصوص پودر شده مصرف می‌شود.
قارچ گانودرما لوسیدوم حاوی ترکیبات شیمیایی گیاهی متنوع، از جمله تریپن‌ها (اسیدهای گانودریک) است که ساختار مولکولی شبیه به هورمون‌های استروئیدی دارند. علی‌رغم شایعاتی که پیرامون شفابخش بودن و معجزه‌آسا بودن خواص مصرف این قارچ وجود دارد، یافته‌های علمی و نظر متخصصان چنین مواردی را نشان نمی‌دهد.

#### خواص قارچ گانودرما برای پوست
قارچ گانودرما، معروف به «قارچ جاودانگی» به دلیل دارا بودن ترکیبات فعال و خواص دارویی متنوع، در کاهش مشکلات مختلف تاثیر بسزایی دارد که در ادامه به توضیح برخی از آن‌ها می‌پردازیم:

##### قارچ گانودرما کاهش مشکلات پوستی
این قارچ حاوی آنتی‌اکسیدان‌های قوی است که می‌توانند در مقابله با رادیکال‌های آزاد که به پوست آسیب می‌رسانند، مفید باشند. خواص ضدالتهابی آن نیز می‌تواند به کاهش التهابات پوستی و در نتیجه، کاهش زخم‌ها، جوش‌ها و پف کردن صورت کمک کند. علاوه بر این، قارچ گانودرما به دلیل خاصیت ضدعفونی‌کنندگی، در پیشگیری و درمان آکنه و جوش صورت مؤثر است و به عنوان یک مکمل طبیعی، به تقویت و بهبود کیفیت پوست کمک می‌کند.

##### قارچ گانودرما و سم زدایی بدن
قارچ گانودرما به دلیل داشتن ترکیبات آنتی‌اکسیدانی فراوان، می‌تواند به سم‌زدایی و پاک‌سازی بدن کمک کند. این قارچ دارای خواص ضد باکتریایی و ضد التهابی است که می‌تواند در پاک‌سازی مثانه و دستگاه ادراری مفید باشد و به درمان عفونت‌های ادراری کمک کن. قارچ گانودرما به دلیل داشتن آنتی‌اکسیدان‌های زیاد، می‌تواند به سم‌زدایی و پاک‌سازی کبد کمک کند و خطر ابتلا به بیماری‌های کبدی مانند هپاتیت ب، کبد چرب و سیروز کبدی را کاهش دهد.

##### قارچ گانودرما جلوگیری از جوش و لک
این قارچ همچنین به سم‌زدایی و پاک‌سازی پوست کمک کرده و می‌تواند به سلامت پوست و درمان آکنه و جوش صورت کمک کند. پروتئین Ling Zhi 8 و اسید گانودرمای موجود در قارچ گانودرما منابع غنی ضد التهابی و ضد حساسیت هستند و می‌توانند در تقویت سیستم ایمنی و گردش خون تاثیر گذار باشند، که این امر به نوبه خود می‌تواند فعالیت‌های رادیکال آزاد را کاهش دهد و به این ترتیب از بروز چین و چروک، خطوط ریز و التهاب کاهش یابد.

##### قارچ گانودرما یک ضد حساسیت قوی
قارچ گانودرما حاوی ترکیباتی است که می‌توانند واکنش‌های حساسیتی پوست را کاهش دهند. این قارچ به تعادل سیستم ایمنی کمک کرده و می‌تواند از واکنش‌های آلرژیک جلوگیری کند. استفاده از این قارچ به صورت موضعی یا خوراکی می‌تواند به کاهش قرمزی، خارش و سایر نشانه‌های حساسیت ف کند.

##### قارچ گانودرما جلوگیری پیری زودرس
آنتی‌اکسیدان‌های موجود در قارچ گانودرما می‌توانند از پوست در برابر آسیب‌های ناشی از رادیکال‌های آزاد محافظت کنند. این قارچ به حفظ الاستیسیته و جوانی پوست کمک کرده و می‌تواند از تشکیل چین و چروک جلوگیری کند.

##### قارچ گانودرما کاهش التهاب پوستی
خواص ضدالتهابی قارچ گانودرما می‌توانند به کاهش التهابات پوستی کمک کنند. این قارچ می‌تواند به تسکین پوست‌های ملتهب و تحریک شده کمک کرده و به بهبود شرایط پوستی مانند اگزما و پسوریازیس کمک کند.